# Thelymitra campanulata
Thelymitra campanulata är en orkidéart som beskrevs av John Lindley. Thelymitra campanulata ingår i släktet Thelymitra och familjen orkidéer. Inga underarter finns listade i Catalogue of Life.

## Bildgalleri

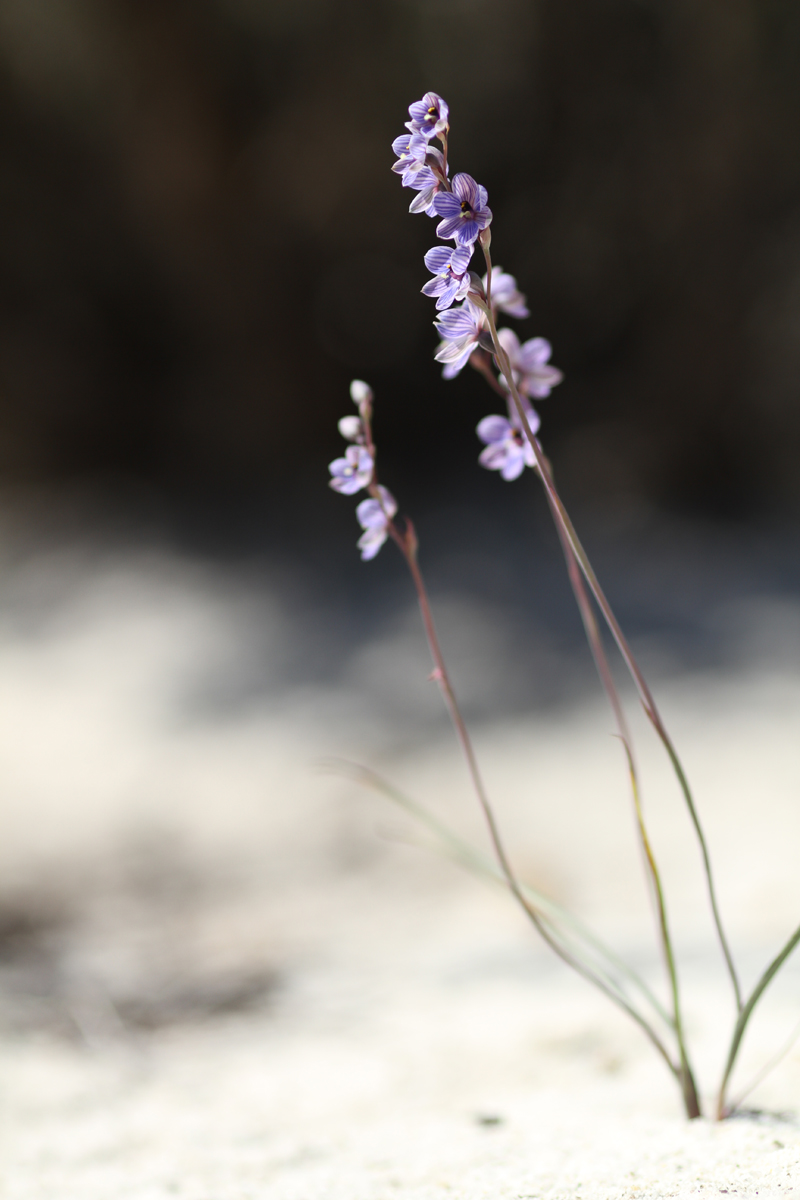